# Marais de l'île de Mons

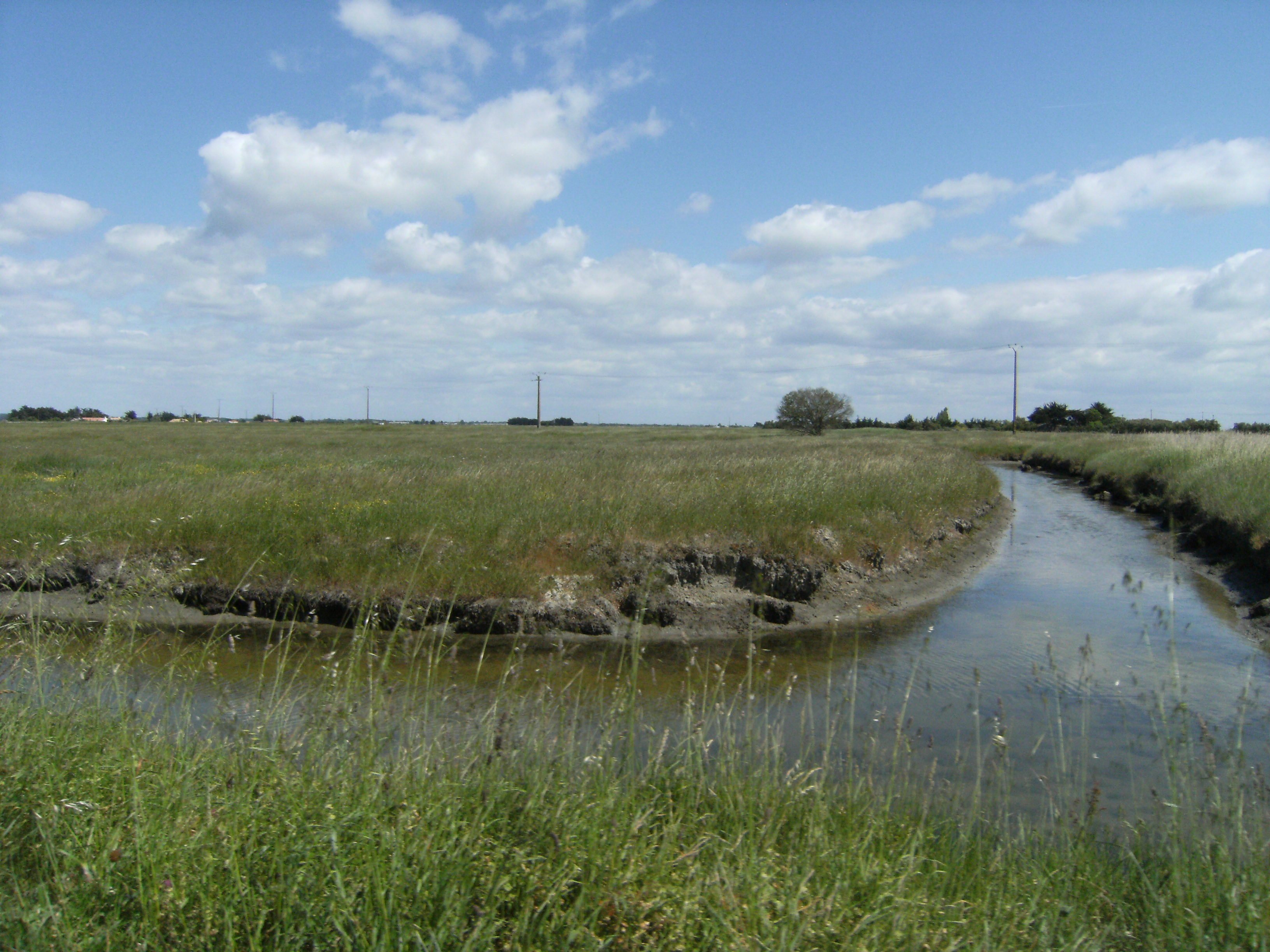
Marais de l'île de Mons à l'Ampan

Le marais de l'île de Mons, ou de Monts, est situé dans le département de la Vendée. Aujourd'hui entièrement recouvert par les terres, ce territoire situé sur la Côte de Lumière entre Beauvoir-sur-Mer et l'ancienne île de Mons, abrite aujourd'hui les villes de Saint-Jean de Monts, de Notre Dame de Monts et de La Barre de Monts.

## Historique
Connu au temps des romains, le marais vendéen, occupé par des salines, porte dans l'antiquité le nom de « golfe des Pictons » . Entouré par Hério (l’île de Noirmoutier), Oya (l’île d’Yeu), et l'Insula de Montibus (l’île de Monts), il perdure jusqu'aux XVIIIe siècle sous forme d'un golfe à demi inexploité. Au nord un chenal  le sépare de l'Île de Bouin, entre Beauvoir et Fromentine. Au XVe siècle, une  première digue, dite de Notre Dame de Riez, permet de former un rempart contre l’eau qui remonte depuis l’estuaire de la Vie aux grandes marées. C'est la première trace de formation d'un polder.
Au sud, le marais demeure limité par le chenal de Besse, qui  se comble à la fin du XVIIe siècle. À cette époque disparaissent le pont d'Orouet et celui de Mattes, qui mènent vers l'île de Monts par le village de Le Perrier. Le Marais prend alors sa forme actuelle.
À la fin du XVIe siècle, c'est au travers de ces marécages que progressent les troupes d'Henri IV à la reconquête de Beauvoir. Le récit en est fait par Agrippa d'Aubigné. Des ponts qui reliaient alors la terre à l'île de Mons ne subsiste plus que le grand Pont, à la hauteur de l'étier de l'Ampan (seule survivance du vieil Ampennum romain). C'est de cette terre que le Mathématicien François Viète, fondateur de l'algèbre nouvelle, date en 1591, la dédicace de son Isagoge à ses deux protectrices, Françoise de Rohan, dame de Beauvoir sur Mer, et Catherine de Parthenay, mère des Rohan.

## Source
- Revue des provinces de l'Ouest, Bretagne Poitou et Anjou, 1857 [lire en ligne (page consultée le 25 mai 2011)].
- Archives départementales de la Vendée Bouin et la baie de Bourgneuf
- Site de la mairie de Beauvoir  origines de la ville de Beauvoir